# Show Me Love (canção de Robin S.)
"Show Me Love" é uma canção da cantora norte-americana Robin S. É um dos hits de house mais conhecidos no Reino Unido. Foi o primeiro single de seu álbum de estréia de mesmo nome lançado em 1993 e tornou-se seu maior sucesso até à data. A música é muitas vezes confundida com o single "Luv 4 Luv" (que é musicalmente semelhante e foi lançado na mesma época) e com o hit de 1997 "Show Me Love" da cantora sueca Robyn. Em 2022 a cantora Beyoncé utilizou a canção como uma interpolação em seu single "Break My Soul".
Nos Estados Unidos, "Show Me Love" alcançou a posição número #5 na Billboard Hot 100, #7 na Billboard R&B/Hip-Hop Songs e #1 na Hot Dance Club Songs. Além disso, a canção atingiu a posição #6 na UK Singles Chart em abril de 1993.
A canção é famosa pela utilização do órgão de percussão Korg M1 no riff que está presente em toda canção.
"Show Me Love" é destaque no jogo musical DJ Hero 2 e no Dance! Online, um jogo eletrônico online multijogador em massa. A canção foi incluida na trilha sonora da telenovela brasileira Sonho Meu.
A cantora Andrea Martin, que contribuiu no arranjo e na composição da música, relevou que era a sua voz na versão finalizada da música e que os produtores extraíram os vocais da demo que ela havia gravado inicialmente, sem lhe dar qualquer crédito. Mesmo sendo negado pela própria Robin S e por sua equipe, Andrea chegou falando do assunto em diversas entrevistas e até mesmo cantando em acappella para provar as suas alegações, o que causou grande controvérsia e discussões a respeito na web, especialmente pela notória semelhança entre o seu vocal e o vocal ouvido no grande hit de Robin S, que por sinal é bastante idêntico. 

## Desempenho em tabelas musicais
| Tabela (1993)                                  | Posição |
| ---------------------------------------------- | ------- |
| Alemanha German Singles Chart                  | 11      |
| Áustria Austrian Singles Chart                 | 15      |
| Estados Unidos Billboard Hot 100               | 5       |
| Estados Unidos Billboard Hot Dance Club Play   | 1       |
| Estados Unidos Billboard Hot R&B/Hip-Hop Songs | 7       |
| França French Singles Chart                    | 14      |
| Países Baixos Dutch Singles Chart              | 13      |
| Reino Unido UK Singles Chart                   | 6       |
| Suécia Swedish Singles Chart                   | 10      |
| Suíça Swiss Singles Chart                      | 9       |

## Sucessões em tabelas musicais
| Precedido por "Took My Love" por Bizarre Inc featuring Angie Brown | Single número um Billboard Hot Dance Club Songs 8 de maio de 1993 | Sucedido por "Fever" por Madonna |